# Muntanyes de Benifassà
Les muntanyes de Benifassà és el nom com és coneguda l'alineació muntanyenca situada al nord del País Valencià, a la comarca històrica de la Tinença de Benifassà. Es tracta d'una serra emmarcada en el massís dels Ports de Tortosa-Beseit, amb una orientació SO-NE, a mitjan camí entre el sistema Ibèric i la serralada Prelitoral Catalana.
Els esplèndids boscos de pi negre i roig, amb sectors on també creix el boix, a més de ser una reserva d'important de fauna ibèrica com el mufló o la cabra salvatge ibèrica, li han valgut a la serra ser inclosa dins el Parc Natural de la Tinença de Benifassà.
Les muntanyes de Benifassà estan rodejades per altres serres com la del Turmell al sud o la de Sant Cristòfol al nord. També al nord trobem l'embassament d'Ulldecona, que replega les aigües del riu de la Sénia o el barranc de la Pobla, al límit nord de la serra. El riu Cérvol replega les aigües dels nombrosos barrancs i rambles que baixen de les muntanyes.